# Barbara Graziosi
Barbara Graziosi (Trieste, 12 aprile 1972) è una grecista italiana, professoressa ordinaria di studi classici all'Università di Princeton.

## Biografia
Dopo aver studiato a un liceo classico di Trieste e al Collegio del Mondo Unito dell'Adriatico, nel 1995 ha conseguito la laurea in Literae Humaniores presso il Corpus Christi College dell'Università di Oxford, dove ha ottenuto anche la laurea magistrale l'anno seguente. Successivamente ha conseguito il dottorato di ricerca al Magdalene College dell'Università di Cambridge nel 1999, con una tesi sui primi lettori di Omero (Inventing the poet: a study of the early reception of the Homeric poems) supervisionata da P. E Easterling. Ha poi rielaborato la tesi di dottorato nella sua prima monografia, Inventing Homer: The Early Reception of Epic, edita dalla Cambridge University Press nel 2002.
Dopo un ulteriore periodo a Oxford, come Cox Junior Research Fellow al New College, e poi a Reading, come docente di letteratura greca, nel 2001 si è stabilita all'Università di Durham, come docente di studi classici. Qui ha diretto il progetto di ricerca Living Poets: A New Approach to Ancient Poetry, finanziato dal Consiglio europeo della ricerca e dedicato allo studio della ricezione degli antichi poeti greci e romani. Dal 2018 è entrata a far parte del dipartimento di studi classici dell'Università di Princeton, di cui è divenuta in seguito direttrice. È parte del progetto di ricerca Logion: Machine Learning for Greek Philology, che ha l'obiettivo di applicare le risorse del machine learning alla filologia dei testi greci.
I suoi interessi riguardano la letteratura greca e la sua ricezione nel corso dei secoli. Ha scritto sulla poesia omerica, in particolare sull'Iliade (curando anche insieme a Johannes Haubold un'edizione critica e annotata del VI canto per la Oxford University Press nel 2010), sulla trasformazione degli dei dell'Olimpo dall'Antichità al Rinascimento e sulla ricezione della sessualità nell'Antica Grecia in opere moderne e contemporanee, tra cui I neoplatonici di Luigi Settembrini, di cui ha realizzato la prima traduzione in lingua inglese insieme ad Andrea Capra.

## Opere (parziale)
- (EN) Inventing Homer: The Early Reception of Epic, Cambridge, Cambridge University Press, 2002, ISBN 978-0521038133.
- (EN) Homer: the Resonance of Epic, Londra, Duckworth, 2005, ISBN 9781849667463., con Johannes Haubold.
- (EN) The Gods of Olympus: A History, Londra, Profile Books, 2013, ISBN 978-1846683213.

 Gli dei dell'Olimpo. Storia di una sopravvivenza, traduzione di Arianna Ghilardotti, UTET, 2015, ISBN 978-8851123611.
- (EN) Homer, Oxford University Press, 2016, ISBN 978-0198788300.

 Omero, traduzione di Arianna Ghilardotti, Hoepli, 2019, ISBN 978-8820389437.
- (EN) Homer: A Very Short Introduction, Oxford, Oxford University Press, 2019, ISBN 978-0199589944.
- (EN) Classics, Love, Revolution: The Legacies of Luigi Settembrini, Oxford, Oxford University Press, 2024, ISBN 9780198865445., con Andrea Capra